# ナルボリーア
ナルボリーア（イタリア語: Narbolia）は、イタリア共和国サルデーニャ自治州オリスターノ県にある、人口約1,800人の基礎自治体（コムーネ）。

## 地理

### 位置・広がり

#### 隣接コムーネ
隣接するコムーネは以下の通り。
- クーリエリ
- リオーラ・サルド
- サン・ヴェーロ・ミーリス
- セーネゲ